# Карліс Аузанс
Карліс Аузанс (латис. Kārlis Auzāns; *22 жовтня 1976, Рига) — віолончеліст латвійської рок-групи Autobuss Debesīs (Bus in the Sky) (Autobuss Debesīs), автор багатьох текстів і музики, композитор. Мультиінструменталіст, звукорежисер, музичний продюсер, лідер тріо «Melo-M».

## Біографія
Народився 22 жовтня 1976 року в Ризі.
У 1985-1992 роках навчався в середній музичній школі імені Язепа Вітоля латис. Jāzepa Vītola Latvijas Mūzikas akadēmija.
У 1995-1997 роках закінчив вищу музичну школу імені Еміля Дарзіня (латис. Emīla Dārziņa mūzikas skola).
У 1998 році став віолончелістом і гітаристом групи Autobuss debesis (Bus in the sky).
1997-2000 отримав ступінь бакалавра струнних інструментів в Латвійській музичній академії.
2004-2006 отримав ступінь магістра менеджменту з культури в міжнародній програмі Латвійської музичної академії.
З 2005 року — учасник і лідер музичного тріо «Melo-M».
У 2006 році спільно з лідером групи Autobuss Debesis (Bus in the sky) Мартсом Крістіансом Калниньшом брав участь у Національному відборі на конкурс Євробачення з композицією «Say it is».

## Особисте життя
Дружина — Санта Ванага, подружжя має трьох дітей.

## Творчість
Автор багатьох текстів і музики групи Autobuss debesis (Bus in the sky), лідер тріо «Мело-М».

### Авторська музика в фільмах
- «Втеча з Риги» (Escaping Riga)
- «Гроші моря» (Jūras Nauda / Money of the Sea)
- "Історії гетто. Рига "(GHETTO STORIES.RIGA), Mustris Media
- «Єжі і велике місто» (Eži un Lielpilsēta / Hedgehogs and the city)
- «Екзорцист в 21 столітті» (The EXORCIST in the 21. century), Gammaglimt.
- «Історія Риги» (RIGA STORY)
- «Полювання» (The Hunt / Medības)
- «У променях сонця» (Under the Sun)